# Theristus littoralis
Theristus littoralis är en rundmaskart. Theristus littoralis ingår i släktet Theristus och familjen Monhysteridae. Inga underarter finns listade i Catalogue of Life.